# Cyrtopodion persepolense
Cyrtopodion persepolense es una especie de gecos de la familia Gekkonidae.

## Distribución geográfica yhábitat
Es endémica de la provincia de Fars, al sur de Irán. Su rango altitudinal oscila alrededor de 590 m s. n. m..